# Giacomo Mari
Giacomo Mari (Vescovato, Provincia de Cremona, Italia, 17 de octubre de 1924 - Cremona, Provincia de Cremona, Italia, 16 de octubre de 1991) fue un futbolista y director técnico italiano. Se desempeñaba en la posición de centrocampista.

## Selección nacional
Fue internacional con la selección de fútbol de Italia en 8 ocasiones. Debutó el 2 de agosto de 1948, en un encuentro ante la selección de los Estados Unidos que finalizó con marcador de 9-0 a favor de los italianos.

### Participaciones en Copas del Mundo
| Mundial                        | Sede   | Resultado    |
| ------------------------------ | ------ | ------------ |
| Copa Mundial de Fútbol de 1950 | Brasil | Primera fase |
| Copa Mundial de Fútbol de 1954 | Suiza  | Primera fase |

## Clubes

### Como futbolista
| Club            | País   | Año         |
| --------------- | ------ | ----------- |
| U. S. Cremonese | Italia | 1941 - 1946 |
| Atalanta B. C.  | Italia | 1946 - 1949 |
| Juventus F. C.  | Italia | 1949 - 1953 |
| U. C. Sampdoria | Italia | 1953 - 1956 |
| Calcio Padova   | Italia | 1956 - 1960 |
| U. S. Cremonese | Italia | 1960 - 1961 |

### Como entrenador
| Club             | País   | Año         |
| ---------------- | ------ | ----------- |
| U. S. Cremonese  | Italia | 1960 - 1961 |
| Calcio Padova    | Italia | 1961 - 1962 |
| Taranto F. C.    | Italia | 1963 - 1964 |
| Mantova F. C.    | Italia | 1964 - 1965 |
| Casertana Calcio | Italia | 1965 - 1966 |
| Ravenna Calcio   | Italia | 1967 - 1968 |
| A. C. Crema      | Italia | 1974 - 1975 |

## Palmarés

### Como futbolista

#### Campeonatos nacionales
| Título  | Club           | País   | Año     |
| ------- | -------------- | ------ | ------- |
| Serie A | Juventus F. C. | Italia | 1949-50 |
| Serie A | Juventus F. C. | Italia | 1951-52 |